# Sneeuwbal (gebak)
Een sneeuwbal is een lekkernij die met Oud en Nieuw wordt gegeten. Een bal gemaakt van soezenbeslag met daardoorheen gewelde krenten wordt gefrituurd. Na afkoeling wordt de sneeuwbal door een klein gaatje gevuld met slagroom of gele room en bestrooid met poedersuiker.
Een sneeuwbal wordt ongeveer twee keer zo groot als een oliebol.